# Кисс, Филип
Филип Кисс (Кишш) (словац. Filip Kiss; родился 13 октября 1990 года; Дунайска-Стреда, Чехословакия) — словацкий футболист, полузащитник, игрок саудовского клуба «Аль-Иттифак».

## Клубная карьера
Кисс начал свою профессиональную карьеру в клубе «Интер» (Братислава) в 2008 году, а в следующем году перешёл в «Петржалку», где он сыграл в 23 матчах чемпионата. Затем, в 2010 году, он вернулся в Братиславу, на этот раз, в «Слован».

### «Кардифф Сити»
21 июля 2011 года Кисс присоединился к валлийскому клубу «Кардифф Сити», играющем в чемпионшипе, на правах аренды сроком на один сезон. Он дебютировал в клубе в предсезонной игре с «Борнмутом» в качестве замены. Однако клуб игрока в том матче проиграл. После игры оба: Кисс и главный тренер валлийцев, Малки Маккай заявили, что готовы к длительному сотрудничеству. Его первый официальный матч за «блюбёдрз» был против команды «Йовил Таун». На следующий день игрок получил 4-й игровой номер. Однако Кисс пропустил первые шесть игр сезона из-за травмы подколенного сухожилия.